# Фъргюс
Окръг Фъргюс (на английски: Fergus County) е окръг в щата Монтана, Съединени американски щати. Площта му е 11 266 km², а населението - 11 291 души (2017). Административен център е град Луистаун.